# Solihull
Solihull [ˈsɒlɪˌhʌl] ist eine Stadt in England im Vereinigten Königreich. Sie zählt 94.753 Einwohner (Stand: 2001) und ist Sitz des Metropolitan Borough of Solihull mit mehr als 200.000 Einwohnern. Die Stadt gehört zum Metropolitan County West Midlands, ist Teil der Agglomeration von Birmingham mit mehr als 2.600.000 Einwohnern und liegt genau zwischen den Großstädten Birmingham im Westen und Coventry im Osten. 

## Geschichte
Noch im Jahr 1901 zählte Solihull nur 7.500 Einwohner. Doch in den Folgejahren explodierten die Bevölkerungszahlen. Dies war vor allem darauf zurückzuführen, dass die Nachbarstadt Birmingham stark wuchs und immer mehr Menschen nach Solihull zogen, was die Stadt zu einer Art Schlafstadt für Birmingham machte. In den 1960er Jahren entstanden in der Innenstadt zahlreiche neue Geschäftskomplexe, denen viele historische Bauten zum Opfer fielen.

## Verkehr
Nicht nur dank des nahegelegenen Flughafens Birmingham ist die Stadt sehr verkehrsgünstig gelegen. So gibt es auch einen direkten Anschluss an die Zugverbindung zwischen London und Birmingham. Daneben gibt es dank des M40 (Richtung London West/Heathrow via Oxford) und des M42 (Richtung Nottingham) einen guten Anschluss an das Autobahnnetz und die Nord-Süd-Achsen M5 (Richtung Bristol), M6 (Richtung Manchester) und M1 (Richtung London Nord im Süden bzw. Leeds im Norden).

## Industrie
Solihull ist einer der Schwerpunkte der britischen Automobilindustrie; die MG Rover Group hatte bis zu ihrer Insolvenz im April 2005 dort ihren Sitz und ein Werk. Entsprechend war Solihull vom Niedergang Rovers stark betroffen. 
In Solihull liegt das Stammwerk von Land Rover. Es ist das erste Werk, in dem Jaguar- und Land-Rover-Modelle zusammen produziert werden. Das seit 2013 in dieser Form bestehende Unternehmen Jaguar Land Rover investierte 2014 rund 1,9 Milliarden Euro in eine Standorterweiterung in Form einer voll automatisierten Fertigungsstraße mit 613 Robotern für das Modell Jaguar XE. Bis dahin umfasste die Produktion bereits die Modelle Range Rover, Range Rover Sport, Land Rover Discovery und bis Ende 2015 den Land Rover Defender. Die Produktionsfläche umfasst nach der Erweiterung 160.000 Quadratmeter und beinhaltet eine auf Aluminium spezialisierte Karosseriebauanlage.

## Persönlichkeiten
- John Horton Baker (1907–1957), Autorennfahrer
- Roger Kean (1948–2023), Zeitschriften-Verleger, Herausgeber von Büchern und Magazinen und Filmeditor
- Celia Rees (* 1949), britische Jugendbuchautorin
- David Baulcombe (* 1952), britischer Botaniker
- Adrian Ellison (* 1978), Steuermann im Rudern und Olympiasieger
- Jonathan Nott (* 1962), englischer Dirigent
- Keith Reynolds (* 1963), Radrennfahrer
- Alan Cox (* 1968), britischer Software-Entwickler
- Stewart Lee (* 1968), englischer Stand-up-Comedian
- Mark Burke (* 1969), Fußballspieler
- Richard Hammond (* 1969), britischer Fernsehmoderator
- Martin Johnson (* 1970), englischer Rugby-Union-Spieler und -Trainer
- Joanne Wise (* 1971), Weitspringerin
- Clare Goodwin (* 1973), britische Künstlerin
- Gwendoline Delbos-Corfield (* 1977), französische Politikerin
- Daniel Caines (* 1979), englischer Leichtathlet
- Paul Stanley (* 1983), Shorttracker
- Craig Gardner (* 1986), englischer Fußballspieler
- Jamie Ward (* 1986), Fußballspieler
- Karen Carney (* 1987), englische Fußballspielerin
- Will Grigg (* 1991), nordirischer Fußballspieler
- Louisa Connolly-Burnham (* 1992), Schauspielerin
- Amy Jones (* 1993), Cricketspielerin
- Hannah Stevenson (* 1993), Skeletonpilotin
- Jack Grealish (* 1995), englischer Fußballspieler
- Dannielle Khan (* 1995), Bahnradsportlerin und Shorttrackerin
- Madelaine Smith (* 1995), Skeletonpilotin
- Thierry Small (* 2004), Fußballspieler
- Luca Pow (* 2005), Tennisspieler